# 篠栗郵便局
篠栗郵便局（ささぐりゆうびんきょく）は福岡県糟屋郡篠栗町にある郵便局である。民営化前の分類では無集配普通郵便局であった。

## 概要
住所：〒811-2417 福岡県糟屋郡篠栗町中央4-1-20
糟屋郡内で最も歴史の古い郵便局であり、明治8年当時郡内に設置されていた三つの郵便役所・取扱所の一つに当局の前身である篠栗村字下町の郵便役所が含まれていることが記録されている。当時から郵便物集配業務を行っていた。その後、郡内他町村に郵便局が整備されるに従って郵便物の集配区域も移管され、篠栗町の区域を所管する集配普通郵便局となった。民営化を前にした集配郵便局の整理統合により、2007年（平成19年）5月に集配業務を粕屋南郵便局に移管して無集配局となった。

## 沿革
- 1875年（明治8年） - 当時、糟屋郡内の郵便役所・取扱所として箱崎村字馬場町に郵便取扱所、篠栗村字下町と青柳町字横町に郵便役所があったことが『福岡県地理全誌』に記録されている[1]。
- 1880年（明治13年）10月 - 篠栗郵便局に改称[1]。
- 1885年（明治18年）11月1日 - 貯金の取扱を開始[1]。
- 1891年（明治24年）2月16日 - 為替の取扱を開始[1]。
- 1896年（明治29年）11月19日 - 小包の取扱を開始[1]。
- 1901年（明治34年）2月1日 - 電信の取扱を開始[1]。
- 1916年（大正5年）10月1日 - 簡易保険の取扱を開始[1]。
- 1921年（大正10年）12月16日 - 電話の取扱を開始[1]。
- 1922年（大正11年）6月26日 - 電話交換業務を開始[1]。
- 1949年（昭和24年） - 専用自動車郵便線路「博多篠栗一周線」が開設される[3]。
- 1969年（昭和44年）4月11日 - 電話交換業務を廃止し、志免電報電話局に移管[4]。
- 1984年（昭和59年）9月1日 - 特定郵便局から普通郵便局に局種別を改定[5]。
- 2007年（平成19年）5月21日 - 郵便物集配業務を粕屋南郵便局に移管し、無集配局となる[2]。
- 2007年（平成19年）10月1日 - 民営化。
- 2012年（平成24年）10月1日 - 日本郵便株式会社発足。

## 取扱内容
集配業務は行わず、窓口業務のみ行う。
- 郵便、印紙、ゆうパック、内容証明
- 貯金、為替、振替、振込、国債
- 生命保険、バイク自賠責保険
- ゆうちょ銀行ATM

## 周辺
- 篠栗町役場
- 篠栗町立篠栗中学校
- 篠栗町立篠栗小学校

## アクセス
- JR篠栗線 篠栗駅から徒歩約7分
- 西鉄バス 庄停留所又は篠栗停留所下車
- 駐車場あり: 12台